# Vasakronan
Vasakronan AB är ett svenskt fastighetsbolag med inriktning mot kontors- och butikslokaler. Det är ägt av Första, Andra, Tredje och Fjärde AP-fonderna till lika delar och bildades då AP Fastigheter köpte Vasakronan 2008 från staten. AP Fastigheter hade då funnits i AP Fondernas ägo sedan grundandet 1988 och Vasakronan var det bolag som formades ur den tidigare Byggnadsstyrelsen.
Bolaget är verksamt i Stockholm, Göteborg, Malmö och Uppsala.

## Historik
Vasakronan bildades 1993 i samband med avvecklingen av Byggnadsstyrelsen, då även Statens fastighetsverk och det statliga fastighetsbolaget Akademiska Hus tillkom. Bolaget var tidigare helägt av staten men var ett av de bolag som regeringen Reinfeldt hade för avsikt att sälja under mandatperioden 2006–2010. Den 3 juli 2008 meddelade regeringen att företaget sålts till AP Fastigheter för 41,1 miljarder kronor. Det sammanslagna bolaget fick namnet Vasakronan.
AP Fastigheter AB tillkom under 1998. Innan dess användes namnet AP Fastigheter för den fastighetsverksamhet som sedan 1988 bedrevs inom Första till Tredje fondstyrelserna. Första till Femte fondstyrelserna ombildades den 1 maj 2000 till Första, Andra, Tredje respektive Fjärde AP-fonden. Avsikten var att de fyra fristående AP-fonderna ska verka i konkurrens med varandra.
När AP Fastigheter AB bildades vid halvårsskiftet 1998 ägdes 274 fastigheter till ett värde av omkring 20,5 miljarder kronor. Det sammanslagna bolaget ägde fastigheter värda 74,6 miljarder kronor 31 december 2008. Några av AP Fastigheters större fastighetsaffärer är förvärvet av Diös 2001 och Position Stockholm 2005 samt försäljningarna av hela beståndet i Umeå 2003 och beståndet i Gävle, Falun, Mora och Borlänge 2005.
Verkställande direktör för AP Fastigheter AB var från starten Per-Håkan Westin. Han efterträddes 2008 av Fredrik Wirdenius. 2019 tillträdde Johanna Skogestig som VD. Styrelseordförande för bolaget var 1998 till 2009 Lennart Nilsson och mellan 2009 och 2014 Lars Lundquist. Lars Lundquist Efterträddes av Mats Wäppling som var ordförande fram till 2018. Ordförande är sedan 2018 Ulrika Francke.